# Oakland Raiders 1973
La stagione 1973 degli Oakland Raiders è stata la quarta della franchigia nella National Football League, la 14ª complessiva. La squadra vinse il terzo titolo di division degli ultimi quattro anni. Nel divisional round dei playoff la squadra si vendicò dei Pittsburgh Steelers che l'anno precedente l'aveva eliminata con un controverso touchdown di Franco Harris in un'azione divenuta nota come "The Immaculate Reception". La corsa nei playoff si fermò nella finale di conference contro i Miami Dolphins. In precedenza, nel secondo turno della stagione regolare, i Raiders avevano interrotto la striscia da record di 18 gare da imbattuti dei Dolphins che includeva anche la stagione perfetta del 1972.

## Scelte nel Draft 1973

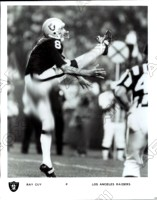
Ray Guy fu la scelta del primo giro dei Raiders nel Draft 1973

Nel primo giro i Raiders scelsero a sorpresa il punter Ray Guy, l'unico giocatore nel suo ruolo ad essere stato introdotto nella Pro Football Hall of Fame.
| Scelte dei Raiders nel Draft 1973 |        |                 |       |                  |
| Giro                              | Scelta | Giocatore       | Ruolo | College          |
| 1                                 | 23     | Ray Guy         | P     | Southern Miss    |
| 2                                 | 49     | Monte Johnson   | LB    | Nebraska         |
| 4                                 | 92     | Perry Smith     | DB    | Colorado State   |
| 4                                 | 101    | Joe Wylie       | RB    | Oklahoma         |
| 5                                 | 124    | Louis Neal      | WR    | Prairie View A&M |
| 5                                 | 127    | Ron Mikolajczyk | OT    | Tampa            |
| 6                                 | 153    | Brent Myers     | OT    | Purdue           |
| 7                                 | 179    | Gary Weaver     | LB    | Fresno State     |
| 8                                 | 205    | Mike Rae        | QB    | USC              |
| 9                                 | 231    | Steve Sweeney   | WR    | California       |
| 10                                | 257    | Leo Allen       | WR    | Tuskegee         |
| 11                                | 283    | Jerry List      | RB    | Nebraska         |
| 12                                | 309    | Jim Krapf       | OG    | Alabama          |
| 14                                | 361    | Bruce Polen     | DB    | William Penn     |
| 15                                | 387    | Dave Leffers    | OG    | Vanderbilt       |
| 16                                | 413    | Jerry Gadlin    | WR    | Wyoming          |
| 17                                | 439    | Michael Ryan    | OG    | USC              |

## Roster
| Roster degli Oakland Raiders nel 1973 |
| --- |
| Quarterback - 3 Daryle Lamonica - 12 Ken Stabler Running Back - 40 Pete Banaszak - 28 Clarence Davis - 44 Marv Hubbard - 23 Charlie Smith Wide Receiver - 25 Fred Biletnikoff - 21 Cliff Branch - 49 Mike Siani Tight End - 88 Bob Moore Offensive Linemen - 76 Bob Brown T - 64 George Buehler G - 50 Dave Dalby C - 00 Jim Otto C - 78 Art Shell T - 63 Gene Upshaw G Defensive Linemen - 84 Tony Cline DE - 82 Horace Jones DE - 71 Kelvin Korver DT - 60 Otis Sistrunk DE - 77 Bubba Smith DE - 80 Art Thoms DT Linebacker - 55 Dan Conners - 86 Gerald Irons - 58 Monte Johnson - 41 Phil Villapiano Defensive Back - 43 George Atkinson FS - 24 Willie Brown CB - 31 Jack Tatum FS - 26 Skip Thomas CB - 20 Jimmy Warren - 43 Nemiah Wilson CB Special Team - 16 George Blanda K - 8 Ray Guy P |
| Legenda - I rookie sono in corsivo. - Il primo ruolo è il principale mentre gli eventuali successivi indicano i ruoli secondari. - (IR) sta per Injured Reserve ed indica la lista ristretta per un solo giocatore infortunato che può tornare ad allenarsi dopo la settimana 6 e a rientrare in prima squadra dopo che questa ha giocato 8 partite. - (NF-Inj.) / (NF-Ill.) stanno rispettivamente per Non-Football Injured e Non-Football Illness ed indicano le liste dove viene inserito un giocatore che ha un infortunio o una malattia non dipendente dal football americano. - (PUP) sta per Physically Unable to Perform ed indica la lista dove viene inserito un giocatore mentre è in attesa di recuperare la condizione fisica. Nella stagione regolare dopo la sesta partita giocata dalla propria squadra, il giocatore ha tempo tre settimane per riprendere ad allenarsi, più tre settimane aggiuntive dal suo rientro agli allenamenti per rientrare in prima squadra. |

## Calendario
| Stagione regolare |                                         |           |
| Turno             | Avversario                              | Risultato |
| 1                 | at Minnesota Vikings                    | S 24–16   |
| 2                 | Miami Dolphins (a Berkeley, California) | V 12–7    |
| 3                 | at Kansas City Chiefs                   | S 16–3    |
| 4                 | at St. Louis Cardinals                  | V 17–10   |
| 5                 | at San Diego Chargers                   | V 27–17   |
| 6                 | at Denver Broncos                       | P 23–23   |
| 7                 | at Baltimore Colts                      | V 34–21   |
| 8                 | New York Giants                         | V 42–0    |
| 9                 | Pittsburgh Steelers                     | S 17–9    |
| 10                | Cleveland Browns                        | S 7–3     |
| 11                | San Diego Chargers                      | V 31–3    |
| 12                | at Houston Oilers                       | V 17–6    |
| 13                | Kansas City Chiefs                      | V 37–7    |
| 14                | Denver Broncos                          | V 21–17   |

### Playoff
| Playoff                 |                  |                     |           |          |
| Turno                   | Data             | Avversario          | Risultato | Pubblico |
| Divisional              | 22 dicembre 1973 | Pittsburgh Steelers | V 33–14   | 51.110   |
| Conference Championship | 30 dicembre 1973 | at Miami Dolphins   | S 27–10   | 75.105   |

## Classifiche
| AFC West Division  |   |    |   |      |       |       |     |     |     |
|                    | V | S  | P | %    | DIV   | CONF  | PF  | PS  | STR |
| Oakland Raiders    | 9 | 4  | 1 | .679 | 4–1–1 | 7–3–1 | 292 | 175 | V4  |
| Kansas City Chiefs | 7 | 5  | 2 | .571 | 4–2   | 6–4–1 | 231 | 192 | V1  |
| Denver Broncos     | 7 | 5  | 2 | .571 | 3–2–1 | 7–2–1 | 354 | 296 | S1  |
| San Diego Chargers | 2 | 11 | 1 | .179 | 0–6   | 1–9–1 | 188 | 386 | S4  |